# Neptis eltringhami
Neptis eltringhami is een vlinder uit de onderfamilie Limenitidinae van de familie Nymphalidae. De wetenschappelijke naam van de soort is voor het eerst geldig gepubliceerd in 1926 door James John Joicey & George Talbot.